# Хањиска (Прешов)
Хањиска (слч. Haniska) насељено је мјесто са административним статусом сеоске општине (слч. obec) у округу Прешов, у Прешовском крају, Словачка Република.

## Становништво
| Година:    | 1994. | 2004.    | 2014.    | 2024.    |
| ---------- | ----- | -------- | -------- | -------- |
| Број људи: | 514   | 586      | 677      | 745      |
| Разлика:   |       | +14,00 % | +15,52 % | +10,04 % |

| Година:    | 2023. | 2024.   |
| ---------- | ----- | ------- |
| Број људи: | 734   | 745     |
| Разлика:   |       | +1,49 % |

Према подацима о броју становника из 2024. године насеље је имало 745 становника.